# Соціалістична партія Індонезії (Parsi)
Соціалістична партія Індонезії (індонез. Partai Sosialis Indonesia, Parsi) — політична партія в Індонезії. Була заснована 13 листопада 1945 року в Джок'якарті, її очолив міністр оборони країни Амір Шарифуддін.

## Історія
Більшість членів партії були соратниками Шарифуддіна з партизанської боротьби проти японців у Східній Яві. Частина членів СПІ об'єдналась в Індонезійський народний рух (Gerindo) — ніціоналістичну пропрезидентську групу, яка була активною ще до війни. Також партія включала до свого складу індонезійців, які за часів війни жили у Нідерландах та брали участь у голландському Спротиві, таких як Абдулмаджид, Муваладі й Тамзіл. Первинними цілями СПІ було здобуття незалежності Індонезії від колоніальних держав і прийняття конституції, що встановила б у країні соціалістичний устрій.
У грудні 1945 року на з'їзді в Чиребоні партія злилась із Соціалістичною народною партією в єдину Соціалістичну партію. Амір Шарифуддін став заступником голови партії. Фактично СПІ й Соціалістична народна партія продовжували зберігати самостійність, залишаючись фракціями всередині однієї партії. 1948 року Соціалістична партія об'єдналась з Комуністичною партією, частина її членів відмовилась визнати злиття і створили нову Соціалістичну партію Індонезії.